# Seznam ameriških komikov
Seznam ameriških komikov.

## A
Jessica Abel - Art Adams - Dan Adkins - Mike Allred - Jim Aparo - Sergio Aragonés - Chuck Austen - 

## B
Peter Bagge - Kyle Baker - Jim Balent - Carl Barks - Donna Barr - Richard Bassford - C.C. Beck - Vaughn Bodé - Jim Breuer - Ed Brubaker - Ivan Brunetti - Tim Buckley (umetnik) - Charles Burns (stripar) - John Byrne - 

## C
Zander Cannon - Jim Carey - Howard Chaykin - Frank Cho - Daniel Clowes - Chynna Clugston - Jack Cole (umetnik) - Al Columbia - Chester Commodore - Amanda Conner - Bill Cosby - Pete Costanza - Jordan Crane - 

## D
Jack Davis (stripar) - Kim Deitch - Eric Drooker - 

## F
Jimmy Fallon - Chris Farley - Matt Feazell - Ham Fisher - Mary Fleener - Shary Flenniken -

## G
Phoebe Gloeckner - Whoopi Goldberg - Floyd Gottfredson - Bob Gregory - Roberta Gregory -

## H
Gene Ha - Al Hartley - Bob Hope (1903-2003) 

## I
David Lee Ingersoll - 

## J
Jeph Jacques - John Lustig - 

## K
Kevin S. Collier - Mike Krahulik - Peter Krause (umetnik) - 

## L
Jason Little (stripar) - 

## M
Scott McCloud - Shawn McManus - Scott Morse - Tom Mullica - Paul Murry -

## N
Ted Naifeh - Don Newton - Trevor Noah

## O
Jerry Ordway - 

## R
Paul Reiser -

## Ben stil..
[[Dori 

## T
Craig Thompson - Bruce Timm - Timothy Truman - 

## V
Noel Van Horn - William Van Horn - 

## W
Chris Ware - Lauren Weinstein (striparka) - Mack White - Robin Williams - Scott Williams (komik) - Jim Woodring - Dennis Worden - Bernie Wrightson - 

## Y
Tommy Yune - 

## Z
Michael Zulli - 